# 淺井咲希
淺井 咲希（あさい さき、1998年6月13日 - ）は、兵庫県尼崎市出身の日本の女子プロゴルファーである。所属は「小杉カントリークラブ」。

## 経歴
幼少期に始めたスナッグゴルフをきっかけに6歳でゴルフを始める。この時から父親の淺井靖宏に師事している。
アマチュア時代の主な成績として、「兵庫県ジュニアゴルフ選手権競技」（中学生女子の部＝2011年・2013年）、同大会（高校生女子の部＝2014年）をそれぞれ優勝している。
滝川第二高等学校卒業後、2017年に日本女子プロゴルフ協会（LPGA）最終プロテストに進出し12位タイとなり初挑戦で合格。LPGA89期生となる。プロテスト合格後、富山県の小杉カントリークラブ（小杉CC）所属となる。これは小杉CCが同年のプロテスト開催コースであり、練習ラウンドに通ったことが縁となった。
同年LPGAサードクォリファイングトーナメント（QT）B地区48位でファイナルQTに進めなかった。
2018年はQTランキング110位で、主にステップ・アップ・ツアーに出場。5試合だけLPGAツアー出場があり、その内「日本女子プロゴルフ選手権大会コニカミノルタ杯」と「日本女子オープンゴルフ選手権競技」の2つの公式戦で予選通過を果たした。
前年のファイナルQTで2位となり、LPGAツアー前半戦の出場資格を得た2019年は「第1回リランキング」15位となり同ツアー中盤戦の出場資格を得た。同年8月の「CAT Ladies」で初日から首位を守る完全優勝でLPGAツアー初優勝を果たす。最終的に年間獲得賞金ランキング33位で自身初のシード入りを果たす。